# Cazoo
A Cazoo é uma varejista britânica on-line de automóveis usados com sede em Londres, na Inglaterra, fundada em 2018 pelo britânico Alex Chesterman.

## História
A Cazoo foi fundada em 2018 pelo empresário britânico Alex Chesterman. A plataforma de negociação ficou online para venda de carros usados em dezembro de 2019.
Em 2021, a Cazoo estabeleceu-se na Alemanha e na França e, no início de 2022, na Itália e a Espanha.
Em junho de 2022, anunciou demissões no Reino Unido, em setembro de 2022, a Cazoo anunciou que abandonaria suas operações na França, Alemanha, Itália e Espanha, deixando apenas seus negócios no Reino Unido.

## Patrocínios
A Cazoo atualmente patrocina o Aston Villa, a Welsh Rugby Union, uma série de corridas de cavalos anuais em Epsom e Doncaster, o torneio de críquete The Hundred, vários eventos de sinuca inglesa administrados pela World Snooker Tour, o PGA European Tour, e vários torneios de dardos da Professional Darts Corporation.
Como consequência da anunciada concentração dos negócios da empresa no mercado do Reino Unido em setembro de 2022, os patrocínios da Cazoo a clubes de futebol europeus para a temporada de 2022–23, incluindo Olympique de Marseille, SC Freiburg, Valencia CF, Lille OSC, Bologna FC e Real Sociedad, foram encerrados.